# Lange Straße 56 (Oebisfelde)

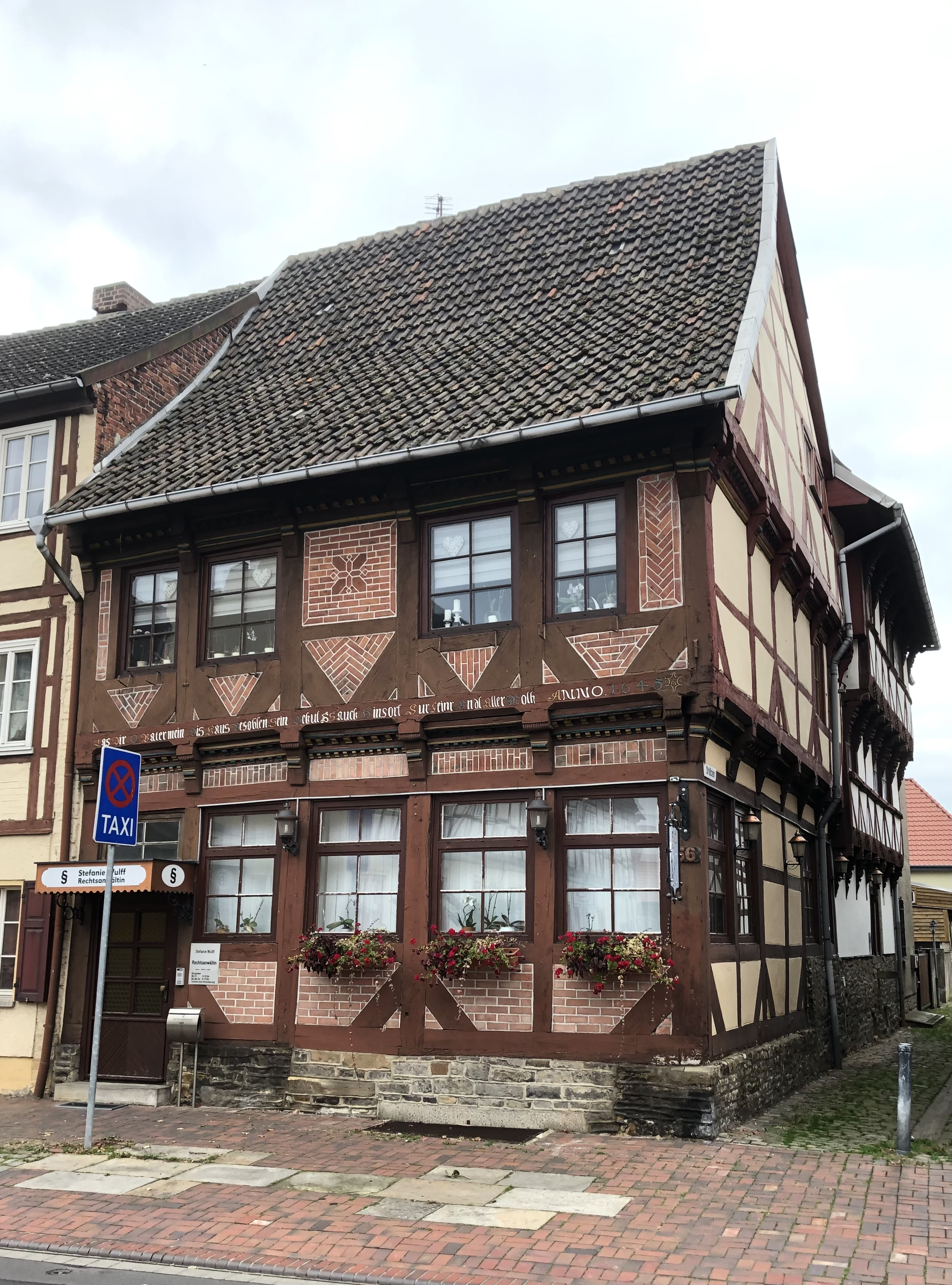
Haus Lange Straße 56 im Jahr 2021

Die Lange Straße 56 ist ein denkmalgeschütztes Wohnhaus in Oebisfelde-Weferlingen in Sachsen-Anhalt.

## Lage
Das städtebaulich markante Gebäude befindet sich im Zentrum des Ortsteils Oebisfelde auf der Westseite der Langen Straße gegenüber dem Marktplatz der Stadt. Unmittelbar nördlich des Hauses mündet die schmale Straße Gässchen auf die Lange Straße ein, so dass das Haus sich in einer Ecklage befindet. Das Anwesen gehört zum Denkmalbereich der Altstadt Oebisfelde. 

## Architektur und Geschichte
Das zweigeschossige Fachwerkhaus entstand nach einer am Gebäude befindlichen Inschrift im Jahr 1645, andere Angaben nennen das Jahr 1648. Die Fachwerkfassaden sind reich verziert, so besteht eine üppig beschnitzte, mit Klötzchenfriesen und Inschrift versehene Schwelle sowie Zierausfachungen. Es bestehen Knaggen, die Balkenköpfe sind geriefelt und gerundet. Bedeckt ist das Haus von einem hohen Satteldach. Der Keller ist von einem Kreuzgratgewölbe überspannt.
Noch älteren Datums ist das südliche zum Gässchen anschließende zweigeschossige Nebengebäude. Es ist spätgotischen Ursprungs und wurde dendrochronologisch auf das Jahr 1448 datiert. Das Erdgeschoss ist aus Bruchsteinen errichtet. Es bestehen an der Schwelle für die zweite Hälfte des 15. Jahrhunderts typische Treppenfriese sowie Knaggen.
Im örtlichen Denkmalverzeichnis ist das Wohnhaus unter der Erfassungsnummer 094 82988 als Baudenkmal verzeichnet.